# Mizuho Suzuki
Mizuho Suzuki (鈴木瑞穂 Suzuki Mizuho?) (Manchukuo, 23 de octubre de 1927-Tokio, 19 de noviembre de 2023) fue un actor y actor de doblaje japonés de Manchukuo. Él es un desertor de la Universidad de Kioto. 

## Filmografía

### Películas
- Nostradamus no daiyogen (1974) (Secretario de la Agencia Ambiental)
- Chi no mure (1970)
- Shinkansen Daibakuha (1975)
- Kichiku (1978) (Detective)
- Haruka naru yama no yobigoe (1980)
- Makai Tenshō (1981) (Ogasawara Hidekiyo)
- Godzilla (1984) (Ministro de Asuntos Exteriores Emori)
- Tonkō (1988) (Yeli Renrong)
- Kābē (2008) (Hajime Nikaidō)
- Kamisama no Karute 2 (2014)

### Televisión
- Hachidai Shōgun Yoshimune (1995) (Hōgō Hayashi)
- Kenpo Hamadaka (1996) (Shigeru Yoshida)
- Aoi Tokugawa Sandai (2000) (Itakura Katsushige)
- Fūrin Kazan (2007) (Sadazane Uesugi)

### Anime
- Sangojō Densetsu: Aoi Umeno Erufi (1986) (Nereus)

### Películas de anime
- Penguin's Memory Shiawase Monogatari (1985) (Doctor Mō)
- Akira (1988) (Doctor Ōnishi)

### Doblaje

#### Acción en vivo
- 12 Angry Men (miembro del jurado # 4 (EG Marshall))
- Sherlock Holmes (primer ministro Belinger)
- Ben-Hur (edición de TV Asahi) (Quintus Arrius)
- El puente sobre el río Kwai (edición de Fuji TV) (Coronel Saito)
- Columbo: Mind over Mayhem (Doctor Marshall Cahill)
- La cruz de hierro (Coronel Brandt)
- El exorcista III (edición de video) (William F. Kinderman)
- La cruz de hierro (Archibald "Moonlight" Graham)
- Gladiador (edición de TV Asahi) (Marco Aurelio)
- Go Tell the Spartans (Mayor Asa Barker)
- El padrino (edición televisiva) (Vito Corleone)
- Lawrence de Arabia (edición de TV Asahi) (Edmund Allenby, primer vizconde Allenby)
- Go Tell the Spartans (edición de TV Asahi) (Arjen Rudd (Joss Ackland))[2]
- La espía que me amó (edición de Monday Road Show) (Stromberg)
- Star Wars: Episodio IV - Una nueva esperanza (edición de Nippon TV) (Darth Vader)
- Star Wars: Episodio V - El Imperio contraataca (edición de TV de Nippon) (Darth Vader)
- Star Wars: Episode VI - Return of the Jedi (edición de TV de Nippon) (Darth Vader)

#### Animación
- La bella y la bestia (narrador)
- Transformers: la película (Unicron)